# Konstruktivismus (Kunst)
Der Konstruktivismus ist eine streng gegenstandslose Stilrichtung der Moderne in der ersten Hälfte des 20. Jahrhunderts.
Die Richtung hatte zeitweise den Charakter einer politischen Bewegung und wurde im revolutionären Russland und in der Sowjetunion entwickelt; der niederländische De Stijl wird ebenfalls in diesem Zusammenhang genannt. Der Begriff Konstruktivismus verweist auf das lateinische Wort constructio: „Zusammenfügung“, „Bau“.

## Eigenschaften
Charakteristisch ist ein einfaches geometrisches Formenvokabular, wie auf dem berühmten Bild Schwarzes Quadrat auf weißem Grund von Kasimir Malewitsch. Die neue Kunstrichtung, der in den theoretischen Manifestationen auch ein gesellschaftliches Moment innewohnte, beinhaltete Malerei, Plastik, Architektur, Möbel-Entwurf, Bühnenbild, Plakatgestaltung. In der konstruktivistischen Malerei, z. B. in Malewitschs Suprematismus, kam keine perspektivische Raumillusion vor.
Obwohl der Versuch, Kunstobjekte mittels mathematisch fundierter Konstruktionen zu erstellen, nicht neu ist (vgl. Goldener Schnitt), wird der Terminus Konstruktivismus im Allgemeinen nur für moderne Kunst gebraucht, zumeist in Verbindung mit geometrischen Gestaltungsformen. Der Konstruktivismus ist eine Ausdrucksform der ungegenständlichen Kunst, die nicht von der Anschauung abstrahiert. Konstruktivistische Werke haben – anders als der Kubismus – keine menschlichen Figuren, Tiere, Landschaften oder Gegenstände zur Grundlage. Malewitsch, Hans Arp, Sophie Taeuber-Arp, Max Bill, Richard Paul Lohse und andere haben darauf hingewiesen, dass es daher falsch ist, den Konstruktivismus und die Konkrete Kunst (auch Konstruktive Kunst genannt) als Abstrakte Kunst zu bezeichnen.
Die Konstruktivisten vertraten ein geometrisch-technisches Gestaltungsprinzip mit Farbflächen, Linien und geometrischen Grundformen. Ihre Hauptvertreter waren Künstler und Künstlerinnen der Russischen Avantgarde. Der Konstruktivismus entstand parallel zum Dadaismus und zum Futurismus ab Mitte der 1910er Jahre. Seine Quellen und Inspirationen waren: die Angewandte Kunst (z. B. gewobene Teppiche, textile Muster), die neuen technischen Entwicklungen und der Kubismus. Der Konstruktivismus hatte großen Einfluss auf die Entwicklung der Kunst- und Gestaltungsbewegung des Bauhauses.

## Entwicklung
Die Architektur galt dem Konstruktivismus gleichsam als „Mutter aller Künste“. Der Name Konstruktivismus soll 1913 erstmals für abstrakte Reliefkonstruktionen Wladimir Tatlins sowie für Werke des Malers Kasimir Malewitsch verwendet worden sein, der im so genannten programmatischen Nullpunkt auf ein weißes Quadrat ein schwarzes „vollkommenes“ Viereck malte und umgekehrt; siehe Suprematismus. Die Künstler des Konstruktivismus bezeichneten sich selbst als „Bildner“ und lehnten naturalistische „Nachbildungen“ kategorisch ab.
Der russische Konstruktivismus weist nach dem Umsturz von 1917 aufgrund der revolutionären politischen Situation oft propagandistische Züge auf. So baute man 1920 in Petrograd nach den Entwürfen Tatlins ein 30 m hohes Holzobjekt als Modell für einen geplanten, aber nie realisierten 400 m hohen Stahlgerüst-Pavillon, der ein Monument der III. Kommunistischen Internationale werden sollte. Es war vorgesehen, die einzelnen Teile wie die beweglichen Sphären eines Planetariums zu konstruieren.
In einem 1920 von Tatlin und den Brüdern Pevsner mit staatlicher Unterstützung veröffentlichten Manifest wurden der konstruktive Realismus und die Kinematik als Gestaltungsprinzipien hervorgehoben.

## Verbindungen
Abgesehen von seinem russischen Ursprung, wurden auch Künstlervereinigungen wie der niederländische De Stijl, das Bauhaus und die konkrete Kunst (Zürcher Konkrete) vom russischen Konstruktivismus beeinflusst. Die auf der sowjetischen Ausgangsbasis aufbauende Strömung wird analytischer Konstruktivismus genannt.
Wie Malewitsch, Liubov Popova, Rodtschenko und andere Angehörige der Russischen Avantgarde malten z. B. auch Josef Albers, Lyonel Feininger, Sophie Taeuber-Arp und Thilo Maatsch Kompositionen aus geometrischen Formen. Später vertraten auch Victor Vasarely, Max Bill, Richard Paul Lohse und Barnett Newman das konstruktive Prinzip. Oskar Schlemmer wurde für seinen figuralen Konstruktivismus bekannt. Die der englischen Gruppe „Unit one“ angehörenden Maler sympathisierten mit dem Konstruktivismus, bevorzugten aber weniger gebundene Formen.
Der Konstruktivismus war eine der frühen Strömungen moderner Kunst, mit der sich eine große Anzahl bildender Künstler auseinandersetzte. In Großbritannien wurde nach dem Zweiten Weltkrieg in London eine neue konstruktivistische Kunst-Bewegung, maßgeblich von Victor Pasmore und anderen Künstlern beeinflusst, begründet. Viele dieser Künstler entstammten der St Martin’s School of Art und hatten den Schwerpunkt ihres Schaffens in den 1950er und 1960er Jahren.

## Künstler des Konstruktivismus
Geordnet in der chronologischen Reihenfolge ihrer Geburtsjahre
| - André Evard (1876–1972), Schweizer Maler - Kasimir Malewitsch (1878–1935), russischer Maler - Theo van Doesburg (1883–1931), niederländischer Maler, Schriftsteller, Architekt, Bildhauer, Typograf und Kunsttheoretiker. - Wadim Meller (1884–1962), russisch-ukrainischer Maler, Illustrator, Bühnenbildner und Architekt - Piet Mondrian (1872–1944), niederländischer Maler - Wladimir Tatlin (1885–1953), russischer Maler - Anton Pevsner (1884–1962), russischer Maler und Bildhauer - Alexei Michailowitsch Gan (1887–1942), russischer Grafiker und Kunsttheoretiker - Ljubow Popowa (1889–1924), russische Malerin - Willi Baumeister (1889–1955), deutscher Maler, Grafiker und Bühnenbildner - Walter Dexel (1890–1973), deutscher Maler, Werbegrafiker, Designer und Verkehrsplaner - Hildegard Joos (1909–2005), Österreichische Malerin - El Lissitzky (1890–1941), russischer Maler, Grafikdesigner, Architekt, Typograf und Fotograf - Konstantin Stepanowitsch Melnikow (1890–1974), russischer Architekt - Naum Gabo (1890–1977), russischer Maler, Architekt und Designer - Alexander Michailowitsch Rodtschenko (1891–1956), russischer Maler, Grafiker, Fotograf und Architekt - Wassili Dmitrijewitsch Jermilow (1894–1968), ukrainisch-russischer Designer und Maler - Warwara Stepanowa (1894–1958), russische Malerin, Bühnenbildnerin und Textildesignerin - Gustav Klutsis (1895–1938), sowjetischer Fotograf - László Moholy-Nagy (1895–1946), ungarischer Maler, Fotograf und Bühnenbildner, der nach Deutschland und in die USA emigrierte - Rudolf Jahns (1896–1983), deutscher Maler - László Péri (1889–1967), britischer Bildhauer und Maler ungarischer Herkunft | - Rudolf Weber (1889–1972), deutscher Maler - Karl Peter Röhl (1890–1975), deutscher Maler und Grafiker - Otto Müller-Eibenstock (1898–1986), deutscher Maler und Grafiker - Friedrich Vordemberge-Gildewart (1899–1962), deutscher Grafiker, Maler, Bildhauer und Schriftsteller - Thilo Maatsch (1900–1983), deutscher Maler, Grafiker und Bildhauer - Heinrich Siepmann (1904–2002), deutscher Maler - Robert Jacobsen (1912–1993), dänischer Eisenbildhauer - Rudolf Ortner (1912–1997), deutscher Architekt, Maler und Fotograf - Rolf Rappaz (1914–1996), Schweizer Grafiker und bildender Künstler - Gottfried Honegger (1917–2016), Schweizer Grafiker und bildender Künstler - Willi Sandforth (1922–2017), deutscher Maler und Grafiker Neuer Konstruktivismus in Großbritannien nach dem Zweiten Weltkrieg: - Kenneth Martin (1905–1984), britischer Maler und Bildhauer - Victor Pasmore (1908–1998), britischer Maler und Reliefkünstler - John Ernest (1922–1994), britischer Maler und Reliefkünstler - Anthony Hill (1930–2020), britischer Maler und Reliefkünstler andere Künstler, später: - Hermann Glöckner (1889–1987), deutscher Maler und Bildhauer - Inge Thiess-Böttner (1924–2001), deutsche Malerin und Grafikerin - Friedrich Kracht (1925–2007), deutscher Maler und Grafiker - Manfred Luther (1925–2004), deutscher Maler und Grafiker - Karl-Heinz Adler (1927–2018), deutscher Maler und Grafiker - Günter Neusel (1930–2020), deutscher Bildhauer - Horst Bartnig (1936–2025), deutscher Maler und Grafiker - Tamás Szikora (1943–2012), ungarischer Maler, Grafiker, Papier-, Collage- und Objektkünstler - Hans Dieter Zingraff (* 1947), deutscher Maler |

## Bedeutende Sammlungen konstruktiver Kunst
- Museum of Modern Art, New York
- Staatl. Tretjakow-Galerie, Moskau
- Sammlung George Costakis SMCA-Museum, Thessaloniki
- Sammlung El Lizzitsky, Van Abbe Museum, Eindhoven, Holland
- Haus Konstruktiv, Zürich
- Sammlung Wilhelm Hack, Wilhelm-Hack-Museum, Ludwigshafen
- Museum Ritter, Waldenbuch
- Museum für Konkrete Kunst, Ingolstadt
- kunsthalle messmer, Riegel am Kaiserstuhl
- Museum Modern Art, Sammlung Jürgen Blum, Hünfeld, USA
- Sammlung Peter C. Ruppert, Museum im Kulturspeicher Würzburg[1]

Hatte George Costakis ab 1946 eine Kunst sammeln können, die billig und unbeliebt war, so stieß er einen Trend an, in dessen Folge der Markt und die Sammlungen mit Fälschungen kontaminiert sind. Wenn man von der Costakis-Sammlung absieht, so muss man die Echtheit von Werken auch berühmter Sammlungen hinterfragen.